# Anolis achilles
Anolis achilles är en ödleart som beskrevs av  Taylor 1956. Anolis achilles ingår i släktet anolisar, och familjen Polychrotidae. Inga underarter finns listade i Catalogue of Life.